# (84224) Kyte
(84224) Kyte est un astéroïde de la ceinture principale.

## Description
(84224) Kyte est un astéroïde de la ceinture principale. Il fut découvert le 9 septembre 2002 à Haleakala par Robert D. Matson. Il présente une orbite caractérisée par un demi-grand axe de 2,27 UA, une excentricité de 0,09 et une inclinaison de 6,0° par rapport à l'écliptique.

## Compléments